# Frantschach-St. Gertraud
Frantschach-St. Gertraud es una localidad del distrito de Wolfsberg, en el estado de Carintia, Austria, con una población estimada a principio del año 2018 de 2605 habitantes. 
Se encuentra ubicada al noreste del estado, cerca de la frontera con el estado de Estiria.